# Livinallongo del Col di Lana
Livinallongo del Col di Lana – miejscowość i gmina we Włoszech, w regionie Wenecja Euganejska, w prowincji Belluno.
Według danych na styczeń 2009 gminę zamieszkiwały 1403 osoby przy gęstości zaludnienia 14,2 os./1 km².